# Адаме, Альфредо
Альфре́до Ада́ме Фон Кнооп (исп. Alfredo Adame Von Knoop) (род. 10 июня 1958) — мексиканский актёр театра и кино, продюсер, телеведущий.

## Биография
Родился 10 июня 1958 года в Гвадалахаре.
 Имеет по отцовской линии мексиканские, по материнской линии немецкие корни.
 Окончил лётную школу, в течение 10 лет проработал пилотом в частной мексиканской авиакомпании.
 Актёрское образование получил в академии актрисы Сильвии Дербес. С конца 1980-х гг. он активно работает в различных программах телевидения Мексики в качестве ведущего. Как актёр успеха добился благодаря съёмках в мексиканских теленовеллах. Российскому зрителю актёр наиболее известен по роли немецкого бизнесмена Ханса Лутманна в телесериале «Моя вторая мама».
 В 2003 году стал автором и ведущим реалити-шоу «Ay, Amor» созданного компаниями «Endemol» и «Televisa».

## Семья
- Супруга — Мари Пас Банкельс, мексиканская актриса. В браке трое сыновей — Диего, Алехандро, Себастьян.

## Фильмография

### Актёр
- 1985-2007 «Женщина, случаи из реальной жизни / Mujer, casos de la vida real»
- 1987 «Бежать от судьбы / Fuga al destino»
- 1989 «Моя вторая мама / Mi segunda madre» — Ханс Лутманн
- 1990 «Баллада для любви / Balada por un amor» — Густаво Эленес
- 1990 «Сила любви / La fuerza del amor» — Фелипе
- 1991 «Я не верю мужчинам / Yo no creo en los hombres» — Густаво Миранда
- 1992 «Лицом к солнцу / De frente al Sol» — Эдуардо Фуэнтес
- 1992 «Анатомия нарушений / Anatomía de una violacíon»
- 1993 «Зарплата смерти / El salario de la muerte» — Хорхе
- 1994 «К мосту / Más allá del puente» — Эдуардо Фуэнтес
- 1995 «Семейный портрет / Retrato de familia» — Эстебан Акунья
- 1995 «Сообщники ада / Los cómplices del Infierno»
- 1995 «На одно лицо / Bajo un mismo rostro» — Диего Коварубиас
- 1996 «Ты и я / Tú y Yo» — Карлос
- 1996 «В руках Бога / En las manos de Dios»
- 1997 «Однажды у нас вырастут крылья / Alguna vez tendremos alas» — Карлос Аугусто
- 1999 «Тюрьма 3 / Reclusorio III»
- 2000 «Лицо Ангела / Carita de ángel»
- 2000 «Мечты юности / Sueños de juventud»
- 2001 «Мария Белен / Maria Belén» — Альфонсо Гарсия Марин
- 2002 «Пути любви / Las vías del amor» — Рикардо Домингес
- 2005 «Мачеха / La madrastra»
- 2008 «Во имя любви / En nombre del amor» — Рафаэль Саенс
- 2009 «Очарование / Sortilegio» — Джон Сигал
- 2010 «Когда я влюбляюсь / Cuando me enamoro» — Онорио Санчес
- 2011 «Два очага / Dos Hogares» — Армандо Гарса
- 2011 «Как говорится / Como dice el dicho» — Лео
- 2012 «Девушка из поместья «Вендаваль» / La Mujer Del Vendaval» — Лусиано Кастело

### Продюсер
- 2005 «Живое утро / Viva la mañana»
- 2007 «Утренний экспресс / Matutino express»

## ТВ-программы
- 1988 «Видео Космос / Video Cosmos» — ведущий
- 1998 «Сегодня / Hoy» — ведущий
- 2002 «Дон Франциско представляет / Don Francisco presenta»
- 2003 «Ах, любовь / Ay, Amor» — ведущий
- 2005 «Живое утро / Viva la mañana» — ведущий
- 2005 «Премия «Лучшие теленовеллы» / Premios TV y Novelas»
- 2006 «Супер мама / Súper mamá» — ведущий
- 2007 «De Buenas a ala 1» — ведущий